# Chain of Fools (película)
Chain of Fools (Enredos en cadena, en España, Cadena de errores o Cadena de tontos, en Hispanoamérica) es una película de comedia y romance estadounidense del año 2000 protagonizada por Steve Zahn y Salma Hayek.

## Argumento
Thomas Kresk es un perdedor: no es bueno en su trabajo, ha sido expulsado de su casa, y su esposa lo dejó por el consejero matrimonial. Ahora él está deprimido, y pensando en el suicidio. Y sí, las cosas se ponen peor: un criminal llamado Avnet (Jeff Goldblum) que viene a su barbería, ha robado tres monedas de un valor incalculable, y decidió chantajear a Bollingsworth (Tom Wilkinson), su socio en el crimen multimillonario. Después de que Kresk escucha esto, casi recibe un disparo y Avnet termina con un par de tijeras de peluquería en el cuello.
Ahora Kresk está en una situación considerablemente más desagradable, por lo que roba la pistola y las monedas. Sin embargo, las cosas toman un giro brusco cuando contrata a un asesino a sueldo llamado Mikey (Elijah Wood), y descubre que el asesino sólo tiene diecisiete años y está emocionalmente traumatizado por el suicidio de sus padres. Y Kresk está siendo interrogado por la agente de la policía y exmodelo Playboy Meredith Kolko (Salma Hayek), y como si fuera poco, descubre que su sobrino Scottie (Devin Drewitz) se ha tragado las monedas. Ahora Kresk a punto de sufrir una crisis nerviosa, tiene que lidiar con las personas extrañas a su alrededor y tratar de no perder los nervios.

## Elenco
- Steve Zahn como Thomas Kresk.
- Salma Hayek como Kolko.
- Jeff Goldblum como Avnet.
- David Cross - Andy.
- Elijah Wood - Mikey.
- Tom Wilkinson - Bollingsworth.
- David Hyde Pierce - Mr. Kerne.
- Kevin Corrigan - Paulie.
- Orlando Jones - Miss Cocoa.
- Lara Flynn Boyle - Karen.
- John Cassini - Henchman.
- Michael Rapaport - Hitman.
- Craig Ferguson - Melander Stevens.
- Myndy Crist - Jeannie.